# Square Ruault
Le square Ruault ou square du Réduit était une grande place située à Lille en lisière sud du quartier Lille-Saint-Sauveur qui a en grande partie disparu lors de la construction de l'hôtel de Ville de 1924 à 1930.

## Situation
Le square, situé en bordure du quartier Saint-Sauveur entre la rue de Paris et la rue Saint-Sauveur, faisait face aux bâtiments militaires du XVIIe siècle (époque de Vauban) affectés aux services du génie depuis 1820 préservés lors de la destruction du fort.

## Origine du nom
Le nom rend honneur au général Jean-Baptiste André Ruault de La Bonnerie commandant de la place de Lille lors du siège de la ville en 1792.

## Historique

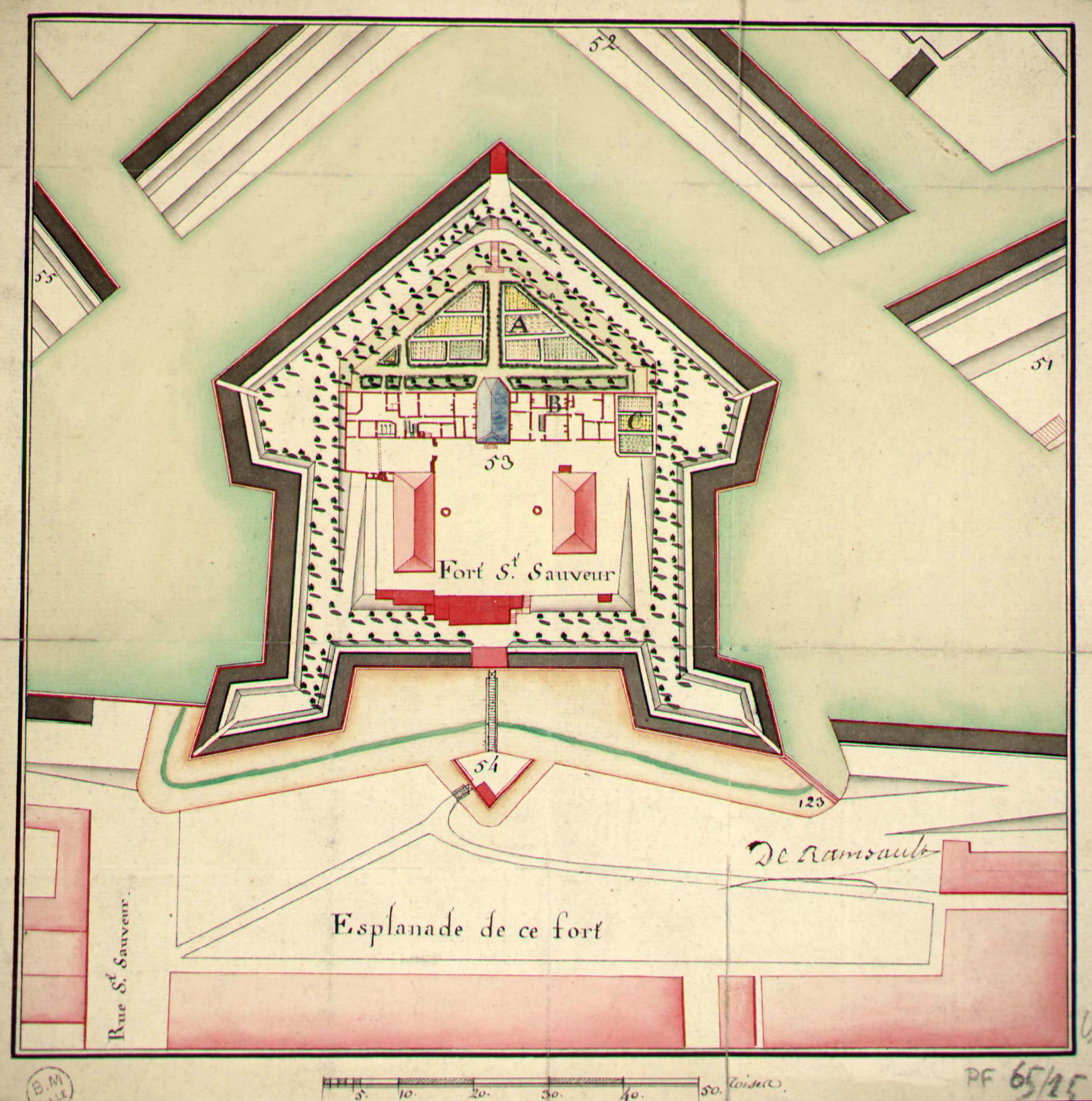
Plan du fort après les travaux ordonnés par Vauban. L'esplanade est une partie du futur square Ruault

L'origine du square Ruault est la création de la place du Réduit par la démolition d’un pâté de 20 maisons de la rue des Sauhuteaux (disparue vers 1924) en vertu d’un échange conclu le 6 avril 1548 entre le Magistrat de la ville et l’hôpital Saint-Sauveur.
Lors de la construction du fort Saint-Sauveur en 1676, un des 5 réduits établis par Vauban, seul bastion situé en direction de la ville de l'ensemble des remparts de Lille, 20 maisons furent encore démolies pour agrandir cette place nommée esplanade Saint-Louis, du Fort Saint-Sauveur, du Fort du Réduit, place de la Régénération en 1792, place du Réduit ou, plus couramment, le Réduit par les habitants du quartier.
Cette place était le seul endroit dégagé de ce quartier populaire très dense, qui en était très dépourvu, lieu de détente et de loisirs de ses habitants. Le chansonnier Desrousseaux évoque à de nombreuses reprises l'Réduit dans ses chansons et pasquilles.
Le démantèlement d’une partie de l’enceinte de Lille lors de l’agrandissement de la ville en 1858 et la destruction du fort Saint-Sauveur ont permis l’agrandissement de cette esplanade.
La suppression de cette fortification et le comblement des fossés dans les années 1860 ont permis la création du square du Réduit aménagé en 1872 par le paysagiste parisien Jean-Pierre Barillet-Deschamps.

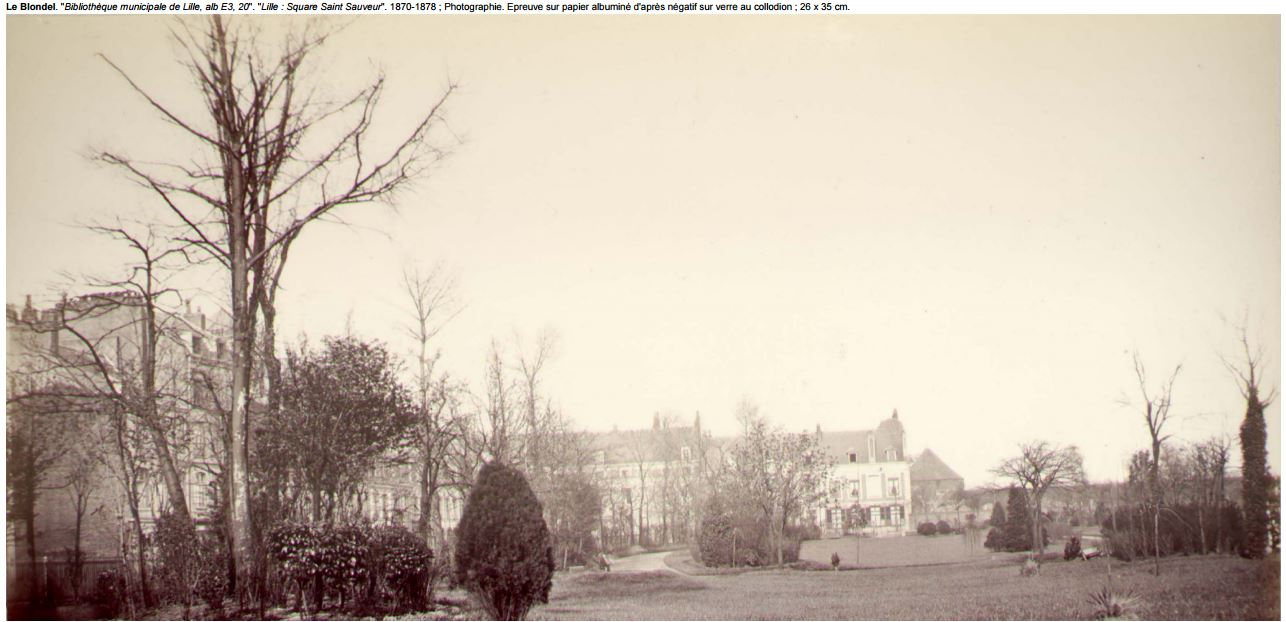
Le square Saint-Sauveur à Lille en 1878

Le square, situé en bordure du quartier Saint-Sauveur entre la rue de Paris et la rue Saint-Sauveur, faisait face aux bâtiments militaires du XVIIe siècle (époque de Vauban) affectés aux services du génie depuis 1820 préservés lors de la destruction du fort.
Cet aménagement représentait une des premières, très modestes, opérations d’assainissement du quartier insalubre Saint-Sauveur après le percement en 1830 de la rue Wicar qui aboutissait à la place du Réduit.
C'était au départ un espace arboré mais "les gamins eurent après 1862, comme seul refuge, le square du Réduit dont les arbres résistèrent mal à leur invasion".
Après disparition de la végétation, le square fut réaménagé à la fin du XIXe siècle  avec installations de bancs et d'un kiosque à musique.
Le square du Réduit, également dénommé « square Saint-Sauveur », prit en 1881 le nom de « square Ruault ».
Il disparut presque totalement lors de la construction de l’actuel hôtel de ville de Lille de 1924 à 1932,.

## Choix du square Ruault pour le nouvel hôtel de ville
Parmi les emplacements envisagés pour le nouvel hôtel de ville de Lille en remplacement de celui de la place Rihour détruit par un incendie en 1916, dont la reconstruction sur place, était exclue faute d'espace suffisant, place Richebé près de la Préfecture, place Sébastopol ou boulevard des Écoles (actuellement boulevard Jean-Baptiste-Lebas), le choix du square Ruault par arrêté municipal du 20 mars 1920 a été motivé par l'extension du centre vers le sud et par le projet d'assainissement du quartier insalubre Saint-Sauveur.
L'hôtel de ville devait s'ouvrir sur une place monumentale d'où auraient rayonné de nouvelles avenues tracées à travers le quartier Saint-Sauveur.
Ce choix était également lié à la proximité de l’enceinte qui venait d’être déclassée, dégageant de vastes terrains pour l’aménagement de nouveaux quartiers : « Le square Ruault est actuellement, en apparence du moins, loin du centre-ville. Il est ignoré parce qu’inaccessible, parce que les artères qui y conduisent sont, ou trop étroites comme la rue de Paris, ou telles la rue St-Sauveur aboutissent à des rues étroites et tortueuses qui le transforment en réalité en cul-de-sac (…). Mais supposons ce quartier, transformé et assaini (…), n’est-il pas évident que Saint-Sauveur enserré par les quartiers existants du boulevard de la Liberté et de la Grand-Place et par les quartiers à édifier sur les terrains déclassés des fortifications deviendra lui-même un des quartiers les plus intéressants formant un cadre digne de notre nouvel hôtel de ville » (extraits du registre des délibérations du Conseil municipal du 23 mars 1920).
L'hôtel de ville a été édifié en 1930 mais le projet d'urbanisme n'a pu être réalisé en raison des difficultés économiques des années 1930 et l'opération Saint-Sauveur n’a eu lieu sous une forme très différente qu'en 1960.

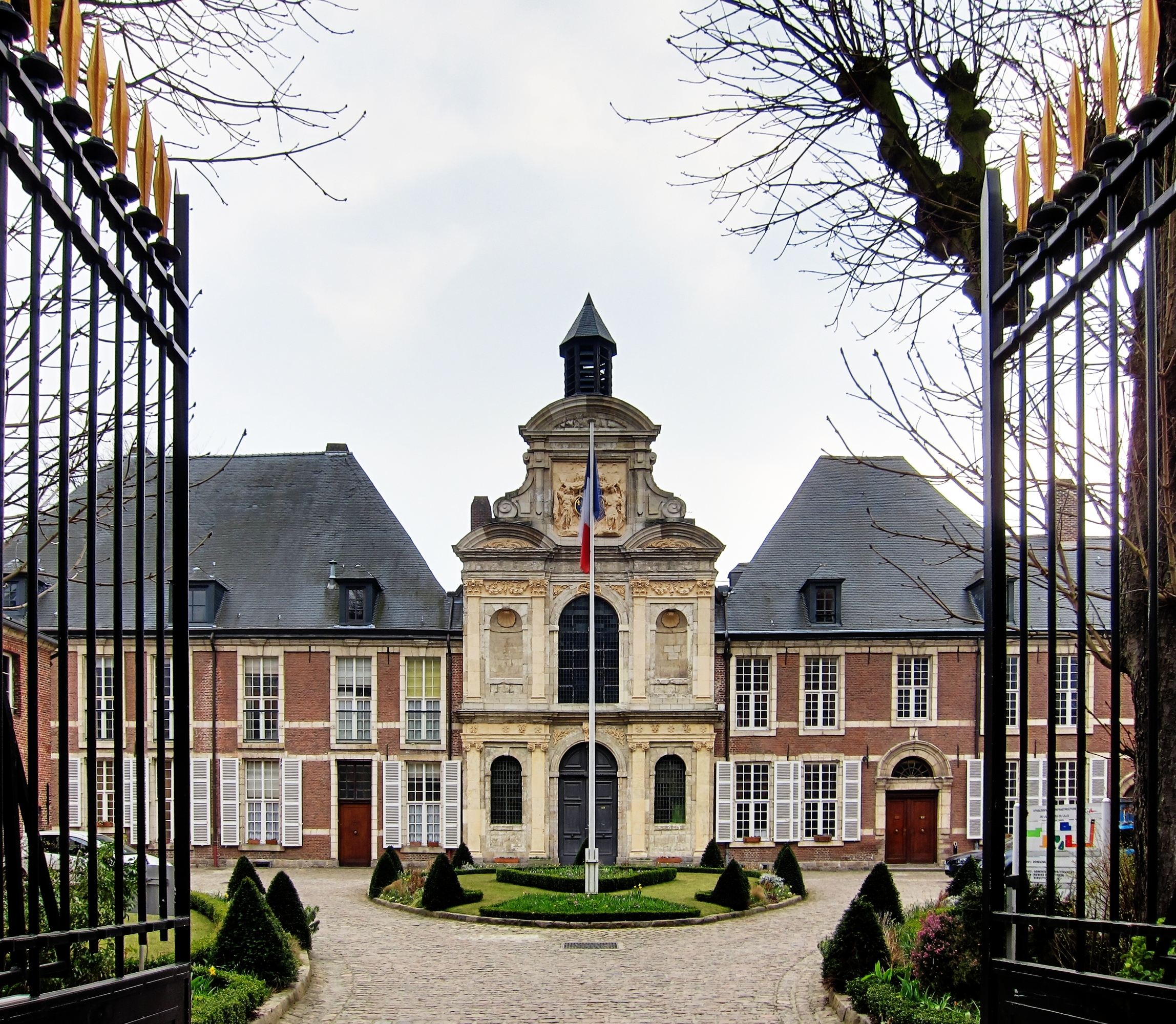
L'entrée des établissements militaires de l'ancien fort Saint-Sauveur au 20 square Ruault

## Vestiges du square Ruault
Le square Ruault n’a pas entièrement disparu.
Une petite partie de son espace est actuellement la rue du Réduit le long d'une façade latérale de l'hôtel de ville.
De l'autre côté de cette rue, le square du Réduit qui porte son ancien nom est un petit espace vert aménagé en 1932 après la construction de l'Hôtel-de-Ville jouxtant les bâtiments militaires préservés du XVIIe siècle de l'ancien fort Saint-Sauveur.
Un élément de l'ancienne porte de Tournai démolie en 1924 lors du démantèlement des fortifications de Lille est visible dans le square.
L’adresse de l'établissement du Génie de Lille et du gouverneur militaire de Lille est actuellement 20 square Ruault.